# Caereni

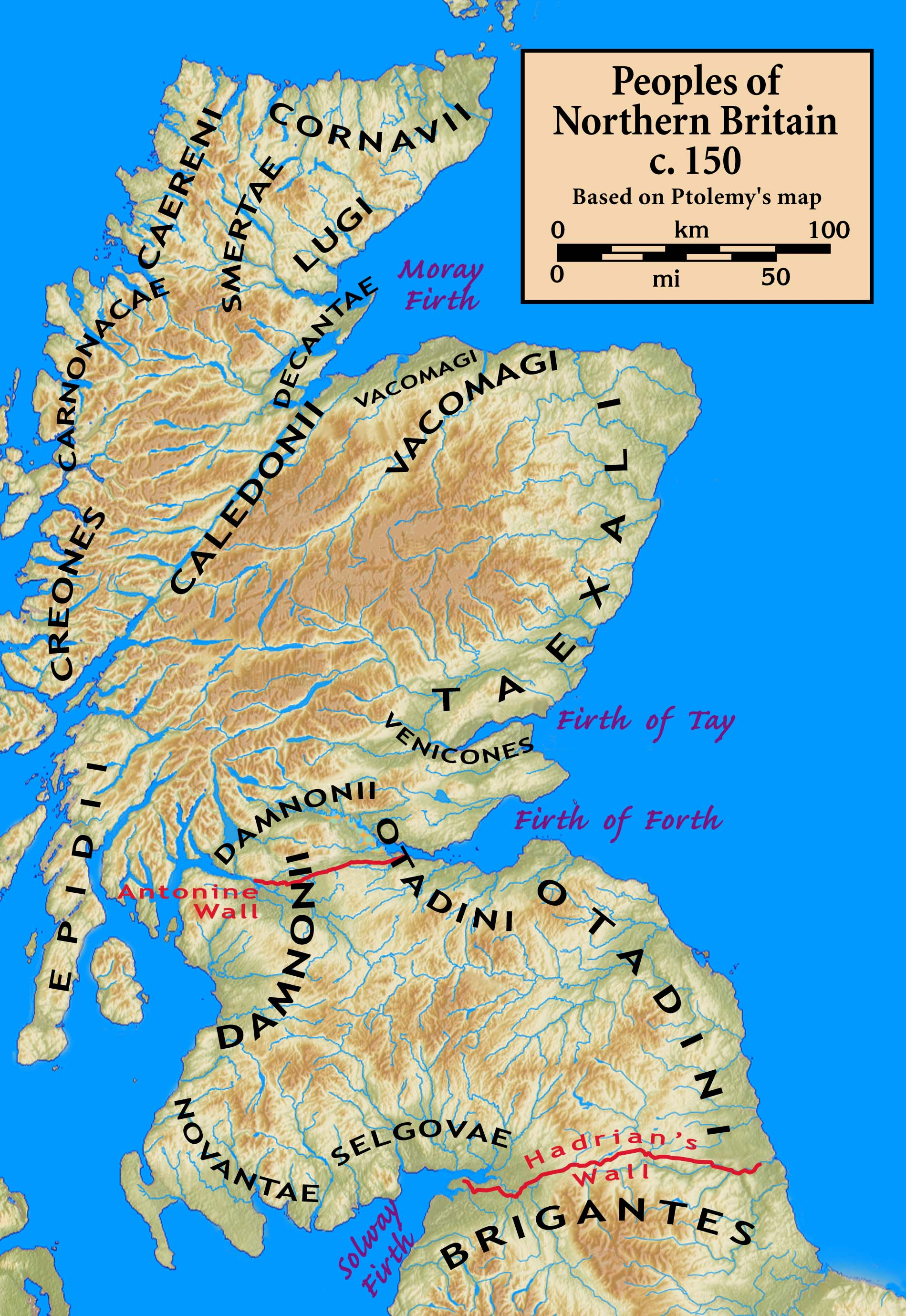
Mapa de ubicación del pueblo Caereni.

Los Caereni eran un grupo tribal de la antigua Britania, conocidos por una única mención del geógrafo Claudio Ptolomeo. De su descripción en relación con tribus y emplazamientos vecinos, su territorio estaba localizado en la costa occidental de la actual Sutherland (Escocia), pero se desconoce el nombre de aldeas o ciudades principales.